# Esprit Requien
Esprit Requien va ser un naturalista francès (* 6 de maig 1788, Avinyó - 30 de maig 1851, Bunifaziu). Eminent botànic, paleontòleg, micòleg, pteridòleg i malacòleg, va ser un dels més cèlebres naturalistes del s. XIX i sens dubte el més il·lustre dels savis d'Avinyó.
Fill d'un tenyidor amb el seu taller al carrer de l'Ombre (avui carrer Cassan), on Esprit passa la major part de la seva vida. Es consagrarà molt profundament a la Botànica, on va realitzar el primer inventari botànic de Còrsega i va constituir un herbari que adquireix ràpidament renom internacional. Considerat el cinquè de França, avui segueix sent una referència incontrastable.
Precursor de la Fitosociologia, Requien descriu la vegetació del Mont Ventoux i s'ocupa molt activament del Jardí botànic. Descobreix nombrosos tàxons, constituint una important col·lecció de referència, que arribarà el 1840 a l'Administració del Museu Calvet: un herbari amb una riquesa de 300.000 mostres i un gran nombre de fòssils, cristalls, animals embalsamats, així com d'espècimens recol·lectats amb Jean-Henri Fabre (1823-1915), que seria curador del museu de 1866 a 1873. De les seves donacions naixerà el Museu d'Història natural d'Avinyó, que porta en el seu honor, el seu nom i que s'instal·laria, després de 1940, a l'Hotel de Raphélis de Soissans (del segle xviii), carrer Joseph Vernet.
Com el seu amic Jean-Henri Fabre, Esprit Requien va ser eclèctic, i es va interessar en gairebé en la totalitat del món de les Ciències, notablement en la Paleontologia i en la Malacologia, amb les quals va reunir riques col·leccions.
Nomenat inspector de monuments històrics, es va oposar, amb el seu amic Prosper Mérimée, a la destrucció de casalots d'Avinyó.

Es troba enterrat al "Cementiri de Saint-Véran" d'Avinyó.